# František Plach (1992)
František Plach (* 8. března 1992 v Žilině) je slovenský fotbalový brankář, od února 2016 působící v týmu FK Senica. Jeho děda František Plach je bývalý fotbalový brankář.

## Klubová kariéra
Svoji fotbalovou kariéru začal v mužstvu MŠK Žilina. V klubu, kde kdysi hrával také jeho děda, prošel všemi mládežnickými kategoriemi. V roce 2013 se propracoval do seniorské kategorie, kde hrál za rezervu. V zimním přestupovém období sezony 2012/13 odešel na hostování do týmu ŠK Svätý Jur. Na jaře a na podzim 2015 hostoval v celku FK Pohronie, kde byl brankářem číslo jedna.

### FK Senica
Na startu zimním přípravy 2015/16 se ocitl na zkoušce v klubu FK Senica, kde uspěl a podepsal kontrakt na dva a půl roku.

#### Sezona 2015/16
V dresu Senice debutoval 2. dubna 2016 v ligovém utkání 25. kola v záhoráckém derby proti MFK Skalica (remíza 2:2), když po prvním poločase vystřídal zraněného Michala Šullu. V neúplné sezoně 2015/16 odchytal tři zápasy.